# Zimica
Zimica je naselje v Občini Duplek.
"Zimica leži v jugozahodnem delu Slovenskih goric, v občini Duplek, med Mariborom, Lenartom in Ptujem. Zimica se nahaja na nadmorski višini 323m in ima približno 530 prebivalcev. Večina prebivalcev ima službo v Mariboru. Gre za razloženo naselje z gručastim jedrom. Sestavljajo ga zaselki Velika in Mala Zimica, Gočice severno od Zimičnika (402m) in Hum na pobočju istoimenske vzpetine (424m) iz litavskega apnenca. V dolini in na pobočjih so travnik, temelj živinoreje, med njimi pa so manjši vinogradi in sadovnjaki.
Zimica meji na Spodnji Duplek, Zgornji Duplek, MO Maribor, Viničko Vas, Jablance, Zgornjo Koreno in Spodnjo Koreno."
Priročni krajevni leksikon Slovenije(Milan Orožen Adamič, Drago Perko, Drago Kladnik(uredniki):DZS, Ljubljana, 1996,376 strani.)
Zanimivosti:
- Največja znamenitost Zimice so verjetno vaške igre, ki jih prirejajo vsako leto v avgustu.
- Za športne aktivnosti pa skrbi ŠD Zimica, ki prireja nogometni turnirje na igrišču, ki se nahaja v dolini poleg jedra Zimice
- Se prvič omenja 1265 kot Winterpach. Je naselje ob cesti Zg. Duplek - Zimica. Tu je bila najdena prevrtana kamnita sekira.
- Od tod je doma Ivan Senekovič, pomemben sodelavec generala Maistra v Mariboru.